# П-30 (серия домов)
П-30  — серия панельных жилых домов из изолированных блок-секций, разработанная проектным институтом МНИИТЭП. Данная серия в основном возводилась в Москве; реже встречается и в других городах России. Проект П-30 был разработан в начале 1970-х годов и с отдельными модификациями строился до 2005 года.

## Описание
Серия дома П-30 имела очень привлекательные планировки для зданий 1970-х годов: в здании предусматривались четырёхкомнатные квартиры, внутри самих квартир имелись просторные по тем временам комнаты, раздельные санузлы, в ванных комнатах предусматривалось место для установки стиральной машины.
Однако достичь такой планировки в то время смогли только за счет применения большого количества несущих стен, что является большой проблемой при попытке изменения планировки квартиры под современные нужды. Проемы чаще всего выполняются в несущих стенах между кухней и комнатой, чтобы расширить пространство маленькой, по современным меркам, кухни. Устройство такого проёма в большинстве случаев возможно, если квартира расположена не на первых этажах. При этом проём должен выполняться на расстоянии не менее метра от наружной стены, и имеет, чаще всего, допустимую ширину не более 90 см. Выполнение такого проёма требует соответствующего усиления из металлической рамы.
К другим недостаткам серии, помимо большого количества несущих стен, следует отнести отсутствие грузопассажирского лифта. Вместо этого каждый подъезд оборудован двумя обычными пассажирскими лифтами (грузоподъемностью до 400 кг каждый). Помимо прочего, холл на этаже совмещён с лестницей, что делает бессмысленным установку промежуточных дверей около лифта. Этот недостаток был устранён в панельных домах более современных серий.
Отличительной архитектурной чертой серии является наличие на фасаде лоджий, утопленных внутрь габаритов здания. Такие лоджии присутствуют даже на торцах здания.
В Москве часто возводилась и серия домов П-31, которая отличалась от П-30 только наличием на первом этаже встроенно-пристроенных нежилых помещений. В зданиях данной серии предусмотрены техэтаж и техподполье для размещения инженерных коммуникаций.

## Основные характеристики
| Количество секций (подъездов) | от 2 и более                                                                      |
| Этажность                     | 2—14                                                                              |
| Высота потолков               | 2,64                                                                              |
| Лифты                         | 2 пассажирских                                                                    |
| Количество квартир на этаже   | 4                                                                                 |
| Перспектива сноса             | Данные серии не подлежат сносу, однако часто осуществляется их капитальный ремонт |

## Площади квартир
| Комнатность          | Общая, м² | Жилая, м² | Кухня, м² |
| 1-комнатная квартира | 38—40     | 20—21     | 8—9       |
| 2-комнатная квартира | 52—53     | 30—31     | 8,5       |
| 3-комнатная квартира | 61—63     | 40—42     | 7—9       |
| 4-комнатная квартира | 75—76     | 52—53     | 8—9       |

## Строительные конструкции
| Лестницы                 | Сборные железобетонные |
| Мусоропровод             | С загрузочным клапаном на каждом этаже                                                                                                 |
| Вентиляция               | Естественная вытяжная через сборные вентблоки, устанавливаемые на кухне или в санузле                                                  |
| Наружные стены           | Навесные трехслойные панели с эффективным утеплителем, общая толщина 340 мм. С фасадной стороны облицованы мелкодисперсной плиткой.    |
| Межкомнатные перегородки | Гипсобетонные панели толщиной 80 мм.                                                                                                   |
| Междуэтажные перекрытия  | Железобетонные плоские панели размером «на комнату» толщиной 140 мм с опиранием на три или четыре стены с каналами для электропроводки |
| Внутренние стены         | Сборные железобетонные панели толщиной 140 и 180 мм.                                                                                   |
| Тип кровли               | Плоская рулонная с внутренним водостоком, с покрытием из керамзитобетонных панелей толщиной 350 мм                                     |